# КрАЗ-Форпост
КрАЗ-Форпост або КрАЗ АРС — український броньований автомобіль типу MRAP створений компанією Reform на основі КрАЗ-6322 або КрАЗ-5233. На їх шасі встановлюється бронекапсула для особового складу.

## Опис
Машина розрахована на 18-20 місць і здатна витримувати обстріли з СВД і АК-47 калібру 7,62 мм.
Крім кабіни і десантного відсіку бронелистами захищені також днище і паливний бак, а по контуру прорізів всіх дверей встановлені додаткові сталеві рами, що захищають від осколків.
Сама бронекапсула виконана зйомною — її можна перевстановити на інше шасі за необхідності.

## Історія
Машини КрАЗ-Форпост брали участь у військових навчаннях «Південний вітер-2016».

## Бойове застосування

### Російсько-українська війна
Машини активно використовуються з моменту початку гарячої фази Російсько-української війни[джерело?].

## Оператори
- Україна
  - ДПСУ[1]